# Doelen Hotel

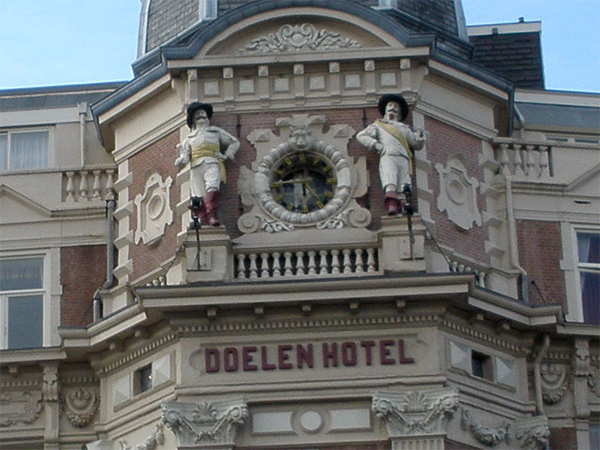
Detail van het torentje met de kloveniers

Het Doelen Hotel', sinds 2023 Tivoli Doelen Amsterdam Hotel genoemd en daarvoor bekend als NH Collection Doelen Hotel, is een vijfsterrenhotel in de binnenstad van Amsterdam. Het hotel ligt aan de Binnen-Amstel, bij het zuidelijke einde van de Kloveniersburgwal. De ingang bevindt zich aan de Nieuwe Doelenstraat 24.
Het gebouw uit 1882/'83 werd in 2001 aangewezen als rijksmonument. Het best bewaarde onderdeel van het 19e-eeuwse hotelinterieur is de centrale hal met marmeren trappen, balustrade en schilderwerk dat ontworpen werd door G.H. Heinen.

## Geschiedenis
Op de plek van het hotel stond oorspronkelijk een middeleeuwse stadsmuurtoren, Swych Utrecht, deze toren moest Amsterdam verdedigen tegen mogelijke aanvallen onder leiding van de bisschoppen van Utrecht. Deze deed ook dienst als Kloveniersdoelen. De doelen werd in 1638 uitgebreid met een chique nieuwe vleugel, waar het beroemde groepsportret De Nachtwacht van Rembrandt kwam te hangen.
Het doelencomplex werd in 1815 een, in die tijd zeer gerenommeerd, hotel met de naam Brack's Doelen Hotel. In 1870 kreeg het complex een nieuwe eigenaar, J.F. Hahn. Met het oog op de verwachte bezoekerstoestroom tijdens de Internationale Koloniale en Uitvoerhandel Tentoonstelling liet Hahn het complex in 1882/'83 afbreken en vervangen door het huidige Doelen Hotel, een gebouw in neo-renaissancestijl naar ontwerp van J.F. van Hamersveld.
Een deel van het muurwerk en de funderingen van de Kloveniersdoelen werden in het hotel verwerkt. Ook herinneren verschillende details van het hotel nog aan de vroegere Kloveniersdoelen. De gevelsteen van dit hotel, van de hand van J.H. Teixeira de Mattos, toont de voormalige toren Swych Utrecht. Ook het koepeltorentje van het hotel aan Amstelzijde is een verwijzing naar de vroegere toren. De kloveniers, afgebeeld op de wijzerplaat van het uurwerk op het koepeltorentje, zijn tevens een verwijzing naar de voormalige bestemming. In 1900 werd het hotel verbouwd en gemoderniseerd.
De rondvaartboten van Amsterdam, nu een van de grootste toeristische trekpleisters van Nederland, vonden hun oorsprong bij het Doelen Hotel. De eerste rondvaartboot van de stad, De Tourist, voer vanaf 1909 vanaf het hotel.
In 1884 en in 1885 verbleef keizerin Elisabeth (Sisi) van Oostenrijk-Hongarije in het hotel toen zij behandeld werd door de Nederlandse arts en masseur dr. Johann Georg Mezger.
Op 5 en 6 juni 1964 verbleven The Beatles in het hotel toen ze Nederland aandeden tijdens een tournee in Europa en Australië. De groep had de beschikking over de hele eerste verdieping.
Het hotel werd in 1997 opgekocht door het Krasnapolsky. Toen de Krasnapolsky Group in 2000 werd overgenomen werd door de Spaanse hotelketen NH Hotels werd het Doelen Hotel onderdeel van deze groep, onder de naam NH Doelen. In 2016 werd het hotel geheel gerenoveerd en heropend onder de naam NH Collection Doelen. Sinds 2023 valt het onder het Portugese Tivoli Hotels & Resorts, een onderdeel van Minor Hotels.